# Большой Улом
Большой Улом — река в России, протекает в Сысольском районе Республики Коми. Является левой составляющей реки Улом (бассейн Северной Двины).

## География
Устье реки находится в 16 км по левому берегу реки Улом. Длина реки составляет 22 км. Большой Улом вытекает из небольшого озера на западе Сысольского района Республики Коми. Основное направление течения — запад. Река течёт по лесной, ненаселённой местности.

## Данные водного реестра
По данным государственного водного реестра России относится к Двинско-Печорскому бассейновому округу, водохозяйственный участок реки — Вычегда от города Сыктывкар и до устья, речной подбассейн реки — Вычегда. Речной бассейн реки — Северная Двина.
Код объекта в государственном водном реестре — 03020200212103000024648.